# My Tiny Senpai
My Tiny Senpai (うちの会社の小さい先輩の話, Uchi no kaisha no chīsai senpai no hanashi, litt. « L'histoire d'une petite senior à l'entreprise ») est une série de mangas japonaise par Saiso (ja). L'œuvre paraît d'abord sur le site Storia Dash (ja) de Takeshobo à partir du 3 avril 2020, puis les volumes reliés sont publiés par l'éditeur avec huit volumes parus au 16 juin 2024. La version française du manga est éditée par Meian. Une adaptation en série d'animation est disponible depuis l'été 2023.

## Synopsis
L'histoire suit le quotidien de Shinozaki et Katase, deux employés de bureau qui éprouvent secrètement des sentiments l'un pour l'autre.

## Personnages
Shinozaki Takuma (篠崎 拓馬（しのざき たくま）, Takuma Shinozaki)
Le personnage principal et un nouvel employé de l'entreprise.
Katase Shiori (片瀬 詩織里（かたせ しおり）, Shiori Katase)
La supérieure de Shinozaki, qui faisait partie de l'entreprise avant lui. Elle se caractérise par sa petite taille et son attitude de chat.
Hayakawa Chinatsu (早川 千夏（はやかわ ちなつ）, Chinatsu Hayakawa)
L'amie d'enfance de Shinozaki. Elle travaille dans la même entreprise que lui.
Akina Chihiro (秋那 千尋（あきな ちひろ）, Chihiro Akina)
Chef du département auquel Shinozaki et les autres appartiennent.

## Manga
L'œuvre paraît d'abord sur le site Storia Dash (ja) de Takeshobo à partir du 3 avril 2020, puis les volumes reliés sont publiés par l'éditeur avec huit volumes parus au 16 juin 2024.
Une version française du manga, éditée par Meian, est publiée depuis le 9 décembre 2022, avec quatre tomes parus en France au 16 juin 2024.

### Liste des volumes
| no                   | Japonais          | Japonais          | Français        | Français          |
| no                   | Date de sortie    | ISBN              | Date de sortie  | ISBN              |
| -------------------- | ----------------- | ----------------- | --------------- | ----------------- |
| 1                    | 27 mai 2021       | 978-4-8019-7105-9 | 9 décembre 2022 | 978-2-38275-220-3 |
| 2                    | 27 mai 2021       | 978-4-8019-7306-0 | 22 février 2023 | 978-2-38275-221-0 |
| 3                    | 30 novembre 2021  | 978-4-8019-7476-0 | 12 avril 2023   | 978-2-38275-222-7 |
| 4                    | 30 avril 2022     | 978-4-8019-7615-3 | 8 décembre 2023 | 978-2-38503-067-4 |
| 5                    | 17 octobre 2022   | 978-4-8019-7867-6 | 25 octobre 2024 | 978-2-38503-068-1 |
| 6                    | 16 avril 2023     | 978-4-8019-8009-9 | —               |                   |
| 7                    | 14 septembre 2023 | 978-4-8019-8156-0 | —               |                   |
| 7 (édition spéciale) | 14 septembre 2023 | 978-4-8019-8167-6 | —               |                   |
| 8                    | 17 février 2024   | 978-4-8019-8247-5 | —               |                   |
| 9                    | 17 aout 2024      | 978-4-8019-8384-7 | —               |                   |
| 10                   | 17 février 2025   | 978-4-8019-8556-8 | —               |                   |

## Anime
Le 17 octobre 2022, l'auteur de l'œuvre annonce, sur son compte Twitter, une adaptation de la série en anime pour 2023.
L'anime, constitué de douze épisodes, est diffusé au Japon à partir du 2 juillet 2023. Il n'a pas fait l'objet d'un doublage en français mais d'un sous-titrage, disponible depuis le 1er juillet 2023 sur la plateforme Crunchyroll.

### Liste des épisodes
| N° | Titre français                                                |
| -- | ------------------------------------------------------------- |
| 1  | Ma supérieure au boulot est petite et adorable                |
| 2  | On ne dirait pas, mais je ferais une bonne épouse, non ?      |
| 3  | C'est comme ça que vous me voyez ?                            |
| 4  | À propos de Shinozaki, je ne sais pas trop...                 |
| 5  | Ça vous dirait, de faire un petit détour avant de rentrer ?   |
| 6  | Je ne peux pas résister à mes instincts !                     |
| 7  | Vous êtes sûr de ne pas en vouloir ?                          |
| 8  | Pour les gentils garçons, c'est l'heure d'aller dormir, non ? |
| 9  | J'aimerais vous parler en privé...                            |
| 10 | Même si ce n'est qu'un jeu, faire ça avec mon subordonné...   |
| 11 | Je peux vous faire un câlin ?                                 |
| 12 | L'histoire de ma petite supérieure au boulot.                 |

## Accueil
En 2020, le manga se classe 11e aux Next Manga Awards dans la catégorie manga web.
En octobre 2022, les tirages cumulés dépassent les 500 000 exemplaires.

### Édition japonaise
1. 1 2  « うちの会社の小さい先輩の話 (1)｜コミック｜竹書房 -TAKESHOBO- », sur Takeshobo (consulté le 18 octobre 2022).
2. 1 2  « うちの会社の小さい先輩の話 (2)｜コミック｜竹書房 -TAKESHOBO- », sur Takeshobo (consulté le 18 octobre 2022).
3. 1 2  « うちの会社の小さい先輩の話 (3)｜コミック｜竹書房 -TAKESHOBO- », sur Takeshobo (consulté le 18 octobre 2022).
4. 1 2  « うちの会社の小さい先輩の話 (4)｜コミック｜竹書房 -TAKESHOBO- », sur Takeshobo (consulté le 18 octobre 2022).
5. 1 2  « うちの会社の小さい先輩の話 (5)｜コミック｜竹書房 -TAKESHOBO- », sur Takeshobo (consulté le 18 octobre 2022).
6. 1 2  « うちの会社の小さい先輩の話 (6)｜コミック｜竹書房 -TAKESHOBO- », sur Takeshobo (consulté le 16 juin 2024).
7. 1 2  « うちの会社の小さい先輩の話 (7)｜コミック｜竹書房 -TAKESHOBO- », sur Takeshobo (consulté le 16 juin 2024).
8. 1 2  « うちの会社の小さい先輩の話 特装版 (7)｜コミック｜竹書房 -TAKESHOBO- », sur Takeshobo (consulté le 16 juin 2024).
9. 1 2  « うちの会社の小さい先輩の話 (8)｜コミック｜竹書房 -TAKESHOBO- », sur Takeshobo (consulté le 16 juin 2024).

### Édition française
1. 1 2  « My Tiny Senpai - Tome 1 », sur Meian (consulté le 19 octobre 2022).
2. 1 2  « My Tiny Senpai - Tome 2 », sur Meian (consulté le 19 octobre 2022).
3. 1 2  « My Tiny Senpai - Tome 3 », sur Meian (consulté le 19 octobre 2022).
4. 1 2  « My Tiny Senpai - Tome 4 », sur Meian (consulté le 16 juin 2024).